# بانکداری اخلاقی
یک بانک اخلاقی، که بانک اجتماعی، غیرسنتی، یا پایدار نیز نامیده می‌شود، بانکی است که با پیامدهای اجتماعی و محیطی سرمایه‌گذاری و وام‌هایش سر و کار دارد. جنبش بانکداری اخلاقی شامل: سرمایه‌گذاری اخلاقی، سرمایه‌گذاری تأثیری، سرمایه‌گذاری مسئولانهٔ اجتماعی است و با جنبش‌هایی مانند تجارت عادلانه، مصرف گرایی اخلاقی و کسب و کار اجتماعی ارتباط دارد.
حوزه‌های دیگر مانند تجارت عادلانه قوانین و مقررات جامعی دارند که تمام صنایعی که خواهان تصدیق شدن به عنوان تجارت عادلانه هستند باید از آن پیروی کنند. بانکداری اخلاقی به این مرحله نرسیده‌است، بنابراین ارائهٔ تعریف ملموسی از بانک اخلاقی که آن را از بانک‌های متعارف متمایز می‌کند، دشوار است. بانک‌های اخلاقی توسط همان مقامات بانک‌های سنتی تحت نظارت قرار می‌گیرند و باید از همان قوانین (بانک‌های سنتی) پیروی کنند. با اینکه تفاوت‌هایی میان بانک‌های اخلاقی وجود دارد، دسته‌ای از اصول مشترک میانشان وجود دارد، که مهم ترینش شفافیت و اهداف اجتماعی و/یا پروژه‌هایی است که آن را تأمین بودجه می‌کنند. بانک‌های اخلاقی گاهی اوقات با حاشیهٔ سود کمتری نسبت به بانک‌های سنتی کار می‌کنند و بنابراین ممکن است ادارات (منظور مکان فیزیکی است) کمی داشته و عمدتاً با تلفن، اینترنت یا پست الکترونیکی اداره شوند. بانکداری اخلاقی یکی از اشکال مختلف بانکداری غیرسنتی به‌شمار می‌رود.

## تاریخ
نظام بانک در یونان و رم باستان متولد شد، رهنوردان و شهروندان به بانک به عنوان یک وسیلهٔ محافظت در زمان بدبیاری اعتماد داشتند. دو بانک نوین اول در سال ۱۴۰۶ در ژنو (سن جورجیو) و فلورانس (بنکو سورانزا) گشوده شد. جوامع مسیحی از دیرباز بر مبنای ضدماده گرایی مسیح استوار شده بودند، بانکداری اخلاقی بود و هر گونه ربا (وام با بهرهٔ بالا) غیراخلاقی تلقی می‌شد. در انگلیس، پادشاه افای مرسیا در سال ۷۹۱، سپس آلفرد بزرگ (۸۹۹–۸۴۹) و همچنین ادوارد معترف (۱۰۶۶–۱۰۴۲) ربا را غیرقانونی اعلام کردند. پس از شکست هارولد دوم در نبرد هیستینگ توسط ویلیام فاتح، گروهی از یهودیان در سال ۱۰۶۶ از روئن در فرانسه وارد انگلستان شدند. نقش این جامعه در واقع تأمین بودجهٔ تجاوز به انگلستان بود. اجازهٔ انجام بانکداری خصوصی به عنوان پاداش برای کمک به پادشاه به آن‌ها داده شد. به دلیل درصد بالای تعیین شده برای تأمین مالی پول و زمین، ادوارد اول (۱۳۰۷–۱۲۳۹) در سال ۱۲۹۰ یهودیان را از انگلستان بیرون راند. ویلیام کانینگهام (اقتصاددان) حرفهٔ رباخواران را به عنوان مانعی برای پیشرفت جزایر بریتانیا از قرن یازدهم تاکنون توصیف کرد. سیر تکامل تغییرات در نظام بانکی به سبب ورود ناگهانی یهودیان به اروپا در «Barnes Review» نوشتهٔ استفان گودسن نوشته شده‌است. یکی از بحث برانگیزترین مسائل در قرن بیست و یکم نقش امور مالی در جنگ‌ها و انقلاب‌ها در خاورمیانه و شمال آفریقا است. نوام چامسکی دلار ایالات متحده را منشأ چندین تغییر در جوامع می‌داند: تعویض پول رایج و بانکداری اسلامی و امور مالی از جمله دلایل بی‌ثباتی طولانی چندین کشور در حال توسعه هستند.
بانک‌های مالی جریان اصلی روابط مختلفی با مسئولیت اجتماعی شرکتی و سرمایه‌گذاری اخلاقی داشته‌اند. با این حال، یک جنبش روشن‌تر از دههٔ ۱۹۹۰ شروع به ظهور کرده‌است. با توجه به تقاضاهای متغیر اجتماعی، و در حالی که تأثیراتی که بانک‌ها می‌توانند از طریق سیاست‌های وام دهی خود داشته باشند بیشتر دانسته می‌شود، بانک‌ها شروع به احساس فشار از سوی عموم مردم، سازمان‌های مردم نهاد، حکومت‌ها، نهادهای نظم دهنده و دیگران کردند تا تأثیر اجتماعی و محیطی خود را در نطر بگیرند.

## اعمال آگاه محیطی و اجتماعی کسب و کار
در کل تمام بانک‌ها نقش واسطه‌ای در اقتصاد دارند؛ بنابراین احتمال کمک بانک‌ها به توسعهٔ پایدار بالقوه اساسی است. بانک‌ها سامانه‌های تصدیق اعتبار مالی جامع و کارآمدی دارند که به آن‌ها مزیت دانش نسبی (درخصوص اطلاعات منحصر به بخش قانون‌گذاری و تحولات بازار) می‌دهد. بانک‌ها تجربه و ابزار لازم برای ارزیابی ریسک‌ها و گذاشتن قیمت بر روی این ریسک‌ها را دارند؛ به این دلیل بانک‌ها می‌توانند نقش مهمی در کاهش عدم تقارن اطلاعات میان طرفین بازار، مثلاً کسب و کار و مصرف‌کنندگان، داشته باشد. این مسئله نه تنها برای مصرف‌کنندگان، بلکه برای سپرده گذاران نیز مهم است. هنگامی که سرمایه‌گذاران به بانک اجازهٔ سرمایه‌گذاری برای آن‌ها را می‌دهد، می‌توانند فرض کنند که بانک خواهد دانست چه سرمایه‌گذاری سودشان را بیشینه می‌کند. بانک‌های متعارف قانوناً موظف هستند تا سود مشتریانشان را بیشینه کنند. اگر مشتریان دغدغهٔ چیزی بیش از سود را دارند (یعنی هزینه‌های سود بر حوزه‌های دیگر مانند جامعه و محیط) سپس می‌توانند به یک بانک اخلاقی رجوع کرده تا روش‌هایی را برای کسب سود و در عین حال حفظ نگرانی‌های اخلاقی خود بیابند.
برخی از کسب و کارهای هزینه‌ها را به محیط و اجتماع تحمیل می‌کنند. یک نمونهٔ این آلودگی آب است. به عنوان مثال، یک کارخانهٔ چوب می‌تواند به جای دفع مناسب زایداتش، آن را به درون رودخانهٔ بریزد. این هزینه سپس به عمومی تحمیل می‌شود که از این آب استفاده می‌کنند؛ هزینه‌ها می‌توانند به شکل سلامت تضعیف شده یا هزینهٔ وارد شده به کارخانهٔ تصفیهٔ آب محلی باشد. برای ساختن توزیع هزینه‌های منصفانه تر میان مصرف‌کنندگان، محیط و کسب و کارها، بانک‌ها می‌توانند نرخ‌های بهره را افزایش داده یا مالیاتی بر وام‌های داده شده به مشتریان با خطرات محیطی بالا اعمال کنند. این تفکیک مالیاتی توسط بانک‌ها درونی‌سازی هزینه‌های محیطی در قیمت‌های بازار را برخواهد انگیخت. یعنی اینکه در صورتی که شرکت‌ها لطمهٔ فراوانی به محیط بزنند باید بیشتر بپردازند؛ که هزینه‌ها را از دوش جامعه برداشته و بر شرکت تحمیل می‌کند. بانک‌ها از طریق چنین تفکیک هزینه‌ای پتانسیل پروراندن پایداری را دارند. این پتانسیل می‌تواند توسط میزانی تعیین شود که بانک‌ها با یکدیگر کارمی‌کنند تا مقررات یکسانی را بسازند که منجر به ضرر وام‌هایی می‌شود که محیط و/یا اجتماع را یک برون بودگی در نظر می‌گیرند.
بانک‌ها از طریق نقش واسطه ایشان می‌توانند از پیشرفت به سوی پایداری توسط جامعه به‌طور کلی پشتیبانی کنند-به عنوان مثال، با اتخاذ یک رویکرد «هویج و چماق» که در آن پیشتازان محیطی و اجتماعی سود کمتری نسبت به قیمت بازار برای وام‌گیری سرمایه می‌پردازند، در حالی که وامانده‌های محیطی نرخ سود بسیار بالاتری می‌پردازند. بانک‌ها می‌توانند محصولات پایدارتری مانند صندوق‌های سرمایه‌گذاری محیطی، اجتماعی یا اخلاقی توسعه دهند. علاوه بر این فرصت زیادی برای بانک‌ها وجود دارد تا عملکرد محیطی داخلی شان را بهبود بخشند. بانک‌ها می‌توانند با ساختن حفاظ‌های محیطی و اجتماعی شرکت‌های سازگار اجتماعی/محیطی را ترویج داده و شرکت‌هایی را که از این استانداردها پیروی نمی‌کنند تنبیه کند. با این حال مهم است که این احتمالات متفاوت (یعنی حفاظ‌های اجتماعی/محیطی، محصولات اخلاقی و اعمال محیطی داخلی) به عنوان یک مجموعه استفاده شوند. اگر این‌گونه نباشد، این خطر وجود دارد که بانک‌ها کارهایی کنند که آن‌ها را اخلاقی به نظر می‌رساند (یعنی تبلیغ برنامهٔ بازیافت شان) و حوزه‌های دیگر که اثر بیشتری دارند را تغییر ندهند. اگر این تغییرات صرفاً توسط مشتریان رانده شوند، بانک تحت فشار قرار می‌گیرد تا رفتار ترجیحی با سرمایه‌گذاران مطلوب داشته باشد، اما قابلیت محدودی در تنبیه عمل غیرمطلوب خواهد داشت. مقررات حکومتی که توسط عموم آگاه و درگیر آغاز می‌شود یک روش مؤثر برای حصول اطمینان از پیروی تمام بانک‌ها از اخلاقیات مقبول اجتماعی است.

## ابتکارات اخلاقی
بسیاری از بانک‌های اخلاقی (و هم چنین بانک‌های سنتی) به مشتری اجازه می‌دهند تا به سازمان‌هایی کمک کنند که تأثیر مثبت اجتماعی/محیطی در جامعهٔ محلی شان یا کشورهای در حال توسعه دارند. نمونه‌ها شامل یک ارزیابی از بازده انرژی یک خانه و بهبودهای احتمالی آن، موازنهٔ کربن، کارت‌های اعتباری که برای موسسات خیریه مفیدند یا نرخ‌های سود وام پایین‌تر برای اتوموبیل‌های کم انتشار است.

## مشارکت اجتماعی
بانک‌های اخلاقی و موسسات اقتصادی دیگر مانند اتحادیه‌های اعتباری در مشارکت اجتماعی سرآمدند. مشارکت اجتماعی محدود به بانک‌های اخلاقی نیست، زیرا بانک‌های سنتی نیز چنین کارهایی را انجام می‌دهند. در زیر چند نمونه از مشارکت اجتماعی انجام شده توسط بانک‌های اخلاقی، اتحادیه‌های اعتباری و بانک‌ها سنتی آمده‌است:
- طرح خانه‌سازی قابل استطاع (مانند بانک Vancity و Citizens)
- بسیاری از بانک ها/اتحادیه‌های اعتباری برای افزایش آگاهی مالی در جامعه تلاش می‌کنند
- ارائهٔ بورس آموزشی و حمایت مالی
- حمایت مالی از رویدادهای اجتماعی (به عنوان مثال صندوق TD Canada هر سال به یک هدف محلی پول اهدا می‌کند)

## معیارهای محیطی برای وام دهی
محیط زیست یکی از مراکز توجه بانک‌های اخلاقی (که در این حوزه مخصوصاً بانک‌های پایداری یا سبز نامیده می‌شوند) و هم چنین بانک‌های متعارفی است که می‌خواهند اخلاق محورتر به نظر برسند یا تغییر رویکرد به اعمال محیطی را به نفع خود می‌بینند. در کل بانکدارها «فکر می‌کنند که در یک صنعت نسبتاً سازگار با محیط زیست هستند (از نظر انتشار و آلودگی). با این حال، با توجه به قرارگیری احتمالی شان در معرض ریسک، آن‌ها در بررسی عملکرد محیطی مشتریانشان به‌طور شگفت آوری کند بوده‌اند. یک دلیل اعلام شده برای این مسئله این است که چنین بررسی «نیازمند مداخله» در فعالیت‌های یک مشتری است» جوکن ۲۰۰۲. با این که تمایل به مداخله نکردن در کسب و کار مشتری موجه است، می‌توان ذکر کرد که بانک‌ها باید دائماً در کسب و کار مشتری دخالت کنند تا پیش از وام دهی به آن‌ها مطمئن شوند که برنامهٔ کسب و کار آن‌ها عملی است. نوع تحلیلی که تمام بانک‌ها باید آن را انجام دهند تحلیل سود و زیان یگانه نام دارد (این تحلیل تنها عملکرد مالی را در نظر می‌گیرد). قابل بحث است که آیا انجام یک تحلیل سود و زیان سه‌گانه (تحلیلی که عملکرد محیطی، اجتماعی و مالی را در نظر می‌گیرد) مداخله‌آمیزتر است یا خیر.

## اخلاقیات بانکداری داخلی در مقابل خارجی
بانک‌های سنتی اغلب با اخلاقیات درونی سر و کار دارند، بانک‌های اخلاقی با اعمال اخلاقیات خارجی به نگرانی‌های داخلی می‌افزایند.

### اخلاقیات داخلی: فرایندها در بانک‌ها
اخلاقیات داخلی با سلامت کارکنان، رضایت کارکنان و مشتریان، مزایا، حقوق‌ها، اتحادیه شدن، بازنمود عادلانهٔ جنس و نژاد و جایگاه محیطی بانک‌ها سر و کار دارند. تأثیر مرکب احتمالی تغییر رویکرد بانک‌ها به اعمال سازگارتر اجتماعی (یعنی استفادهٔ کمتر از کاغذ و برق، انرژی خورشیدی، لامپ‌های انرژی کارآمد، سیاست‌های وظیفه شناسانه تر سفر کارکنان از نظر رفت‌وآمد و سفر هوایی) بسیار زیاد است. با این حال در مقایسه با بخش‌های دیگر اقتصاد، بانک‌ها متحمل بار استفاده از انرژی، آب و کاغذ یکسانی نمی‌شوند. جوکن و بوما ۱۹۹۹ بسیاری از مواقع چنین تغییرات انرژی کارآمدی بر مبنای صرفه جویی در هزینه‌ها هستند نه نگرانی‌ها اخلاقی.

### اخلاقیات خارجی: محصولات روابط/محصولات بانک‌ها
اخلاقیات خارجی با عواقب کلی تر اعمال بانک‌ها سر و کار دارد. اخلاقیات خارجی تأثیراتی را در نظر می‌گیرد که اقدامات کسب و کار، مانند اینکه به چه کسی وام می‌دهند یا سرمایه‌گذاری می‌کنند، بر جامعه و محیط دارد. یک شخص اعمال اخلاقیات خارجی را در نظر می‌گیرد که محصولات بانک‌ها چگونه می‌توانند غیراخلاقی استفاده شوند، مثلاً اینکه وام گیرندگان چگونه از پولی استفاده می‌کنند که توسط بانک‌ها وام داده می‌شود.

### بحث ها
در کل بانک‌ها تمایلی به گسترش دامنهٔ سیاست‌های خارجی اخلاقی خود مدارند، زیرا چنین گسترشی مستلزم یک مداخلهٔ جامع در بخش بانکی است. اخلاق در رابطهٔ بیرونی به بانک‌ها ابزار بهینهٔ بازاریابی را می‌دهد، در حالی که فعالیت‌های مشتریان و شفافیت در فعالیت‌های کلی به عنوان رازهای سازمانی نگاه داشته می‌شوند.
بانکداری اخلاقی یک بخش نسبتاً جدید است، این حقیقت همراه با مشکلاتی است. این مشکلات در دو دسته قرار می‌گیرند، دستهٔ اول در رابطه با سرمایه‌گذاران و دستهٔ دوم دربارهٔ بانک‌های اخلاقی است. در دستهٔ اول این مشکل وجود دارد که واقعاً بدانیم بانک‌ها چگونه سیاست‌های اخلاقی خود را محاسبه یا تعدیل می‌کنند. به عنوان مثال هنگامی که بانک Vancity/Citizen اعلام می‌کند که «ما به دنبال کار با سازمان‌هایی هستیم که تعهدی به اعمال کسب و کار اخلاقی نشان می‌دهند»، سرمایه‌گذار نمی‌تواند فهمهد که «به دنبال» چه معنایی دارد. این اظهارات خوشایند به نظر می‌رسند اما به سرمایه‌گذاران بالقوه نمی‌گویند که بانک چگونه این اظهارات را ارزیابی کرده یا از آن استفاده می‌کند. این ناکافی است. حتی با داده شدن فرصت دیدن گزارش مسئولیت، دشوار است که واقعاً درک کنیم که فرایندهای گزینش شان چه چیزی است. به عنوان مثال، گزارش مسئولیت Van City برای ۷/۲۰۰۶ (برای اتحادیه اعتباری Van City و Citizens Bank در کانادا) اظهار می‌کند
«سیاست اخلاقی مستلزم این است که تمام حساب‌های کسب و کار در زمان افتتاح حساب توسط کارمند مربوطه بررسی شود. ریسک‌های اجتماعی و محیطیِ وام‌های کسب و کار بانکی بزرگ‌تر (وام‌های بدون نمرهٔ اعتباری) در زمان تقاضای وام طبق سیاست‌های وام دهی و اخلاقی ارزیاب می‌شوند.»
با این حال آماری مانند آماری که توسط Cooperative Bank (بریتانیا) داده شده‌است، که در سال ۲۰۰۳ اعلام کرد که ۲۲۵ فرصت مالی مشکل زای احتمالی را بررسی کرده و ۲۰٪ شان با اظهارات اخلاقی بانک در تناقض بوده و از کسب و کار بیشترشان جلوگیری شد که ۰۰۰٬۸۸۸٬۶ پوند برای این بانک هزینه برداشت، به مصرف‌کننده این تصور را می‌دهد که اخلاقیات پیشنهادی بانک، هر چقدر هم که مبهم باشد، جدی گرفته می‌شود. قوانین مسئله‌ای دیگر در این دسته هستند. بسیاری از بانک‌های اخلاقی و بانک‌های سنتی داوطلبانه به نهادهای بزرگ‌تری می‌پیوندند که مقررات مشخصی دارند، و طبق قوانین تعیین شده توسط آن نهاد اعضا باید از آن مقررات پیروی کنند. چنین نهادهای بیرونی می‌توانند به عنوان سازمان‌های فراگیری عمل کنند که تضمین گر میزان مشخصی پیروی از مقررات معین هستند. یک نمونهٔ این در ایالات متحده، سازمان غذا و دارو است. سرمایه گذرانی که از بانک‌های اخلاقی استفاده می‌کنند چنین تضمینی ندارند، زیرا هیچ نهاد مقررات‌گذاری خارجی وجود ندارد که معیارهای قانونی قابل قبول حداقلی را وضع کند.
بانک‌های اخلاقی در دستهٔ دوم با موانعی مانند از دست دادن داد و ستد و حمایت مصرف‌کننده به بانک‌های سنتی و مقررات‌گذاری فراتر از نظام‌های قانونی بین‌المللی کنونی مواجهند.
طبق کوتون، س. ج؛ و ف. تامپسون، «بانک‌هایی که برنامهٔ محیط‌زیست سازمان‌ملل (UNEP) را امضا کردند، یک قانون داوخواهانهٔ صنعت که نیکداری محیط زیستی، شفافیت و توسعهٔ پایدار را ترویج می‌دهد، رفتار چندان متفاوتی با بانک‌های امضانکننده نداشتند. آن‌ها نتیجه گرفتند که کارایی بیشتر قوانین نیازمند وجود داشتن تنظیم کنندگان، نظاران و روش‌های انجام است. کوتون و تامپسون ۲۰۰۰ این مشکل مشابه با مشکلی است که جنبش تجارت عادلانه با آن مواجه شد. جنبش تجارت عادلانه و بانک‌های اخلاقی به پرداخت بیشتر افراد برای کالاهای دانسته شدهٔ اخلاقی متکی‌اند. محدودیتی برای اینکه مردم چقدر بیشتر برای آن تضمین خواهند پرداخت وجود دارد، از آن زمان به بعد ابتکارات بیشتر درآمد بانک را کمتر می‌کند و بنابراین احتمالاً از آن پیروی نخواهد شد.
یک شکل دیگر برای برای بانک‌های اخلاقی از دست دادن داد و ستد به بانک‌هایی است که فرایند گزینش سخت گیرانه‌ای ندارند. بسیاری از مواقع به دلیل این مسئله بانک‌های اخلاقی باید با بودجه‌های کمتری کار کنند. ممانعت وام گیرندگان غیراخلاقی توسط بانک‌های اخلاقی اغلب منجر به رفتن آن وام گیرندگان به بانک‌های دیگر می‌شود، این مسئله اهمیت مقررات جامع صنعتی را مطرح می‌کند. یک روش افزایش مقررات جامع صنعت این است که شهروندان بر بانک‌ها فشار وارد کنند. بدون این افزایش، جلوگیری از یافتن بانکی توسط کسب و کار غیراخلاقی برای تأمین مالی پروژه‌شان دشوار است. افزایش مقرراتی که با موضوعات اخلاقی سر و کار دارند غیرممکن نیست. به عنوان مثال، قوانین کنونی صنعت تأمین مالی تولید غیرقانونی موادمخدر را ممنوع کرده‌است. این نشان دهندهٔ معیارهای اخلاقی اجتماعی در برابر چنین موادمخدری است.
بانک‌های اخلاقی نمی‌توانند صرفاً متکی به نظام قانونی باشند تا تعیین کند آیا یک مشتری احتمالی رفتار غیراخلاقی داشته یا برنامه‌های آتی اش غیراخلاقی است. این به دلیل طیف گستردهٔ فوانین در سراسر جهان است. با اینکه یک کسب و کار می‌تواند در محیط بین‌المللی قانونی باشد، این مسئله به معنای این نیست که قوانین در حد معیارهای اخلاقی است که بانک ایجاد کرده‌است. به عنوان مثال، قوانین آلودگی گسترده و کار که در بسیاری از کشورهای توسعه یافته غیرقانونی تلقی می‌شوند، در بسیاری از کشورهای کمتر توسعه یافته مجازند.

## نظریه‌های اخلاقی
ادعای یک بانک «اخلاقی» را داشتن مستلزم یک روش عینی برای تعیین این است که چه چیزی اخلاقی است. نظریه‌های اخلاقی محبوب که می‌تواند مورد استفاده قرار گیرد شامل]نظریه‌های[ میل، کانت و ارسطو است.

### جان استوارت میل
فرضیهٔ مقدم نظریهٔ اخلاقی سودگرای میل این است که وضعیت اخلاقی یک عمل وابسته به میزانی است که منجر به شادمانی می‌شوند. بنابراین از نظر میل اگر قصد یک بانک «گستراندن شادمانی» باشد، آن بانک اخلاقی است. اگر بانک مورد بحث طوری رفتار کند که بیشترین میزان شادمانی را برای بیشترین میزان افراد ایجاد کند، طبق میل آن بانک رفتار اخلاقی داشته‌است. از آنجا که بخش بانکداری بسیار بزرگ، پیچیده و دارای تأثیرات فراگیر است، تشخیص شادمانی تمام کسانی که رفتار بانک‌ها در کل و برخی بانک‌ها بالاخص بر آن‌ها تأثیر دارد دشوار است. با این حال، گاهی اوقات می‌توان پی برد که چه راه کارهایی موجب بیشترین میزان شادمانی می‌شود. به عنوان مثال، یک عمل بخشندگی نوع دوستانه به شکل کمک به جوامع، کارکنان، اعضا، گروه‌های محیط زیستی/پیشرفت و غیره در کل شادمانی را افزایش می‌دهند. به‌طور مشابه وام دهی به کسب و کارهایی که «تولیدکننده ی معکوس شادمانی» (ص. ۱۰) میل ۱۹۵۷ نیستند، با مثلاً وام دهی به کسب و کارهایی که رفتار عادلانه‌ای با کارکنانشان دارند و نگران کالاهای عمومی مانند محیط زیست هستند، از نظر میل اخلاقی محسوب خواهد شد. از آنجا که چیزهایی مانند گرمایش جهانی و آلودگی هوا، آب و خاک تأثیر منفی بر گروه‌های بزرگی از جمعیت می‌گذارد (در مورد گرمایش جهانی)، می‌توان بانک‌هایی که در نمونه‌های بالا مشارکت دارند را موجب شادمانی کلی تمام مردم و در نتیجه دارای ارزش اخلاقی تلقی کرد.

### امانوئل کانت
طبق امر مطلق کانت، اخلاق دربارهٔ نیات است، نه نتایج. صرف نظر از نتیجه، یک فرد تا زمانی که حسن نیت داشته باشد اخلاقی است. با دانستن این می‌توان پیشنهاد کرد که عمل وام دهی به خودی خود اخلاقی نیست و طبق دیدگاه کانت بانک‌ها نباید بر مبنای نتایج وام دهی شان اخلاقی یا غیراخلاقی محسوب شوند. با این حال، تدوین دوم امر مطلق کانت اظهار می‌کند: «چنان رفتار کن که انسانیت را، چه در شخص خود و چه در دیگران، همواره و در عین حال، به عنوان غایت و نه وسیلهٔ صرف، تلقی نمایی» (ص. ۶۷-۶۶) کانت ۱۹۵۶. طبق این قاعده، می‌توان استدلال کرد که عمل وام دهی کلاً غیراخلاقی است، زیرا افراد را صرفاً به عنوان وسایل کسب پول (وسیلهٔ صرف) تلقی می‌کند نه اهدافی در خود.

### ارسطو
برای ارسطو، قانونی بودن، انصاف و عدالت در محاسبهٔ اخلاق مهم است. اینکه یک عمل طبق قانون ات یا خیر محاسبهٔ اخلاقی مهمی برای ارسطو است. تمام اعمال بسیاری از بانک‌ها مطابق با قانون است. ممکن است آن‌ها به دنبال انجام تجارت با مشتریان قانونمند باشند. با این حال این می‌تواند مشکل‌زا باشد، زیرا قوانین از لحاظ بین‌المللی متفاوتند. این مسئله به این معناست که یک بانک می‌تواند حتی زمانی که مشتریانی را تأمین مالی می‌کند به‌طور قانونی و به طرق زیان بخش کسب و کارشان را انجام می‌دهند اخلاقی تلقی شود. با این حال این محاسبه توسط اظهار ارسطو به چالش گرفته می‌شود: «چیز عادلانه‌ای که در معاملات است چیزی منصفانه است، و چیزی که ناعادلانه است چیزی غیرمنصفانه است» (ص. ۸۴) ارسطو ۲۰۰۲ . این مسئله به این معناست که یک بانک باید رفتار ناعادلانه/غیرمنصفانهٔ وام گیرندگانش را در نظر بگیرد تا یک بانک اخلاقی تلقی شود. به عنوان مثال، وام دهی به یک شرکت قانونمند که به کارکنانش مزد کافی برای امرار معاش نمی‌دهد غیراخلاقی است.

## مقررات بانکی و بازار آزاد
اصلاح وال استریت را نیز ببینید. استدلال علیه تنظیم کردن بانک‌ها این است که مقررات کارکرد صحیح بازار آزاد را مختل خواهند کرد. سوریت ت. بروین این استدلال را در مقاله‌اش «اقتصاد اخلاقی» مرد بحث قرار می‌دهد. او اظهار می‌کند که گسستگی شدید میان اعمال بازار و اخلاقیا هرگز قصد متفکران تأسیس‌کنندهٔ اقتصاد بازار نبود، به خصوص آدام اسمیت. او استدلال می‌کند که وضع معیارها و مقرراتی که بر مبنای اخلاقیات ابتدایی جامعه هستند تعارضی با بازار آزاد ندارد، بلکه در واقع بخش مهمی از کارکرد صحیح بازار آزاد هستند. نتیجه‌گیری او بر مبنای اظهارات آدام اسمیت است. هنگامی که اسمیت ابتدا بازار آزاد را مجسم کرد، اخلاقیات را از بازار منفک نکرد. در واقع قرار بود اخلاقیات بخش طبیعی از طرز کار اقتصاد بازار باشد. او باور داشت که معاملات اقتصادی باید نتیجهٔ موافقت متقابل باشد و باید اخلاق و دوستی را در بر داشته باشد. او اظهار کرد که خودخواهی می‌تواند جلوی کارکرد اخلاقی اقتصاد بازار را بگیرد. اگر تعاملات میان فردی نقش نداشتند، سپس برهمبستگی احساس شده توسط افراد می‌تواند از میان برود و عمل ناعادلانه بر مبنای طمع و سوظن جای آن را بگیرد. بروین جامعهٔ امروزی را جمعه‌ای تلقی می‌کند که اخلاقیات اساسی خود را در بازار از دست داده است. او اظهار می‌کند که نیازی برای انگیختن مجدد جامعهٔ مدنی وجود دارد. بروین ۱۹۹۹ اصلاً، فرض می‌شد که جامعهٔ مدنی طبیعتاً قادر به تنظیم اخلاقیات بازار است، اما با فواصل بیشتر میان افراد درگیر در معاملات در گذر زمان، حکومت‌ها تنظیم کنندگان اصلی اخلاق در تبادلات اقتصادی شدند. در تاریخ معصار حکومت‌ها تحت فشار قرار گرفته‌اند تا از مداخله در اقتصاد دست بکشند. این به نهادهایی مانند شرکت‌ها، که غیراخلاقی یا در بهترین حالت ممکن بی‌توجه به اخلاقیات هستند، اجازه داده تا نتایج بسیار زیان بخشی بدون جریمهٔ قانونی یا اجتماعی ایجاد کنند. بروین احیای جامعهٔ مدنی را ترویج می‌کند و از جامعه می‌خواهد که تقاضای اعمال عادلانه و تنظیم اخلاق بازار را داشته باشند. بروین ۱۹۹۹
رودولف اشتاینر اشاره کرد که سرمایه داری وظیفهٔ تأمین مالی ابتکارات اقتصادی را دارد؛ سرمایه باید به مسیرهایی سو داده شود که برای جامعه سودبخش است. او پیشنهاد داد که به جای تعیین قیمت‌ها از طریق کنترل مطلق حکومت یا عدم وجود مطلق بازار آزاد، هر صنعت می‌تواند انجمنهای خودنظم بخشی از تولیدکنندگان، کسب و کارهای عمده فروش و خرده فروش و مصرف‌کنندگان داشته باشد. این انجمن‌ها قیمت‌هایی را تعیین می‌کند که برای هر سه دسته عادلانه باشد. حکومت در تصمیمات کاملاً اقتصادی دخالت نمی‌کند اما در قبال محافظت از حقوق بشر (این می‌تواند شامل حداقل دستمزد و امنیت در محل کار باشد) و برابری حقوق شهروندانش مسئول است (نظم سه‌گانهٔ اجتماعی را ببینید).

## تفاوت‌ها با اتحادیه‌های اعتباری
اتحادیه‌های اعتباری بانک نیستند اما بسیاری از خدمات بانک‌ها را ارائه می‌دهند (مثلاً فرصت‌های سرمایه‌گذاری، وام‌های تجاری و کسب و کار، حساب‌های جاری و پس انداز و غیره). مالک اتحادیه‌های اعتباری اعضای آن هستند نه سهام داران. این به هر عضو نفوذ بیشتری در فرایند تصمیم گیری می‌دهد. هنگامی که یک اتحادیهٔ اعتباری بودجهٔ اضافه دارد، سود به دست آمده در جامعه سرمایه‌گذاری شده یا به شکل «استرداد مشتری» (یعنی چک) به اعضا داده می‌شود. اتحادیه‌های اعتباری بر اعضا تمرکز دارند زیرا آن‌ها مالکان نیز هستند، و هم چنین بر جوامعی که در آن قرار دارند. اتحادیه‌های اعتباری توجه بیشتری نسبت به بانک‌ها به پیشرفت جامعهٔ محلی می‌کنند. اغلب اتحادیه‌های اعتباری صرفاً به افراد و کسب و کارهایی وام می‌دهند که اتحادیه در آن قرار دارد. این واقعیت موجب می‌شود که اتحادیه‌های اعتباری تأثیر مثبت بیشتری نسبت به بانک‌ها بر جوامع بگذارند.
با این حال، اتحادیه‌های اعتباری لزوماً توان ایجاد تغییر گسترده در اعمال کسب و کارهای یکسانی با بانک-ها ندارند. این مسئله به دلیل این است که اتحادیه‌های اعتباری با تمرکز بر تأمین مالی کسب و کارهای محلی که نظارت بر آن‌ها آسان تر بوده و محتملاً توان کمتری برای ایجاد سود اجتماعی و محیط زیست دارند، از مشکل تأمین مالی فعالیت‌های شرکت/کسب و کار دوری می‌کنند.

## فهرست بانک‌ها

### اروپا
دانمارک
- Andelskassen Oikos
- Arbejdernes Landsbank
- Dragsholm Sparekasse
- Folkesparekassen
- Merkur Andelskasse

آلمان
- GLS bank
- EthikBank (German wiki-article)
- Triodos Bank, triodos.de
- Umweltbank (German wiki-article)

اسپانیا
- Colonya Caixa Pollença
- Caixa Ontinyent
- Coop57
- Fiare
- Triodos Bank, triodos.es

سوئس
- Alternative Bank Schweiz ABS

انگلستان
- Charity Bank, charitybank.org
- Ecology Building Society
- Reliance Bank
- Shared Interest
- Triodos Bank, triodos.co.uk
- Unity Trust Bank

سایر کشورهای اروپا
- اتریش: EthikBank (German wiki-article)
- بلژیک: Triodos Bank, triodos.be
- فرانسه: Crédit coopératif، (French wiki-article)
- فرانسه: NEF (French wiki-article)
- لهستان: MagNet Bank
- ایتالیا: Banca Etica
- هلند: ASN Bank
- هلند: Triodos Bank, triodos.nl
- نروژ: Cultura Bank
- سوئد: JAK members bank
- سوئد: sv:Ekobanken (Swedish wiki-article)
- سوئیس: Alternative Bank Schweiz

### آمریکای شمالی
کانادا
- ATB Financial, Based in Edmonton, Alberta. owned by the Province of Alberta
- Citizens Bank of Canada , Based in Vancouver, British Columbia

ایالات متحده آمریکا
- Urban Partnership Bank, Based in Chicago. Successor to ShoreBank
- RSF Social Finance, based in San Francisco, not a 'bank,' but offers social investment accounts with rates comparable to bank CDs
- New Resource Bank, based in San Francisco. New Resource is a commercial bank that focuses on businesses that share their mission to progress sustainability within their community.
- First Green Bank, Based in Mount Dora, FL is a commercial bank dedicated to ethical practices and environmentally friendly investments.
- One Pacific Coast Bank, Based in Oakland, with branches in Seattle, Portland, and Illwaco, WA.
- Spring Bank, Based in the Bronx, New York, with branches in the Bronx and Manhattan, New York. Spring Bank is an FDIC insured commercial lender and certified community development financial institution (CDFI) with a stated mission to expanding financial inclusion in low-income neighborhoods.

### اقیانوسیه
استرالیا
- Bankmecu

نیوزلند
- Prometheu

## اتحادیه‌ها و شبکه‌ها
11.1 اتحادیهٔ جهانی برای بانکداری بر مبنای ارزش ها- اتحادیهٔ جهانی برای بانکداری بر مبنای ارزش‌ها (GABV) یک سازمان عضوی است که در مارس ۲۰۰۹ توسط BRAC Bank در بنگلادش، GLS Bank در آلمان، ShoreBank در ایالات-متحده و Triodos Bank در هلند تأسیس شد. در حال حاضر از ۲۷ بانک پیشگام پایدار جهان از آسیا، آفریقا، آمریکای لاتین گرفته تا آمریکای شمالی و اروپا تشکیل شده‌است.

### صندوق سرمایه‌گذاری جامعه‌ی ملی
صندوق سرمایه‌گذاری جامعهٔ ملی (NCIF) در بانک‌های رسالت محور و سازمان‌های مالی دیگری سرمایه‌گذاری می‌کند که به جوامع محروم خدمات مالی مسئولانه ارائه می‌کنند. شبکهٔ صندوق سرمایه‌گذاری جامعهٔ ملی شامل بیش از ۳۰ بانک امریکایی است که بر اساس معیارهای عملکرد اجتماعی و مشارکتشان در ابتکارهای صندوق سرمایه‌گذاری جامعهٔ ملی برای پیش برد بانکداری رسالت محور انتخاب می‌شوند.